# Чемпіонат СРСР з легкої атлетики в приміщенні 1971
Чемпіонат СРСР з легкої атлетики в приміщенні 1971 року був проведений 27-28 лютого в Москві в легкоатлетичному манежі Зимового стадіону «Спартак».
Це був перший чемпіонат СРСР з легкої атлетики в приміщенні, який прийшов на заміну щорічним загальносоюзним змаганням у приміщенні, що з 1949 року були найважливішим національним стартом радянських легкоатлетів упродовж зимового сезону.

## Медалісти

### Чоловіки
| Дисципліни             | Золото                         | Золото  | Срібло                          | Срібло  | Бронза                         | Бронза  |
| ---------------------- | ------------------------------ | ------- | ------------------------------- | ------- | ------------------------------ | ------- |
| 60 метрів              | Валерій Борзов Київ            | 6,5     | Борис Ізместьєв Московська обл. | 6,6     | Владислав Сапея Москва         | 6,6     |
| 400 метрів             | Семен Кочер Орджонікідзе       | 48,4    | Борис Савчук Ленінград          | 48,7    | Євген Борисенко Горький        | 49,0    |
| 800 метрів             | Іван Іванов Орськ              | 1.48,4  | Віктор Тумов Магадан            | 1.50,1  | Олексій Таранов Ростов-на-Дону | 1.50,1  |
| 1500 метрів            | Володимир Пантелей Харків      | 3.46,3  | Віктор Семяшкін Ленінград       | 3.47,6  | Сергій Веселков Ленінград      | 3.47,7  |
| 3000 метрів            | Юрій Алексашин Москва          | 7.59,2  | Михайло Желобовський Мінськ     | 8.01,2  | Микола Свиридов Воронеж        | 8.01,4  |
| 60 метрів з бар'єрами  | Юрій Подтергера Ленінград      | 7,9     | Віталій Силаєв Львів            | 8,0     | Сергій Балабанов Горький       | 8,0     |
| 110 метрів з бар'єрами | Віктор Баліхін Брест           | 14,0    | Олег Степаненко Москва          | 14,2    | Олександр Косарев Москва       | 14,3    |
| Стрибки у висоту       | Сергій Будалов Московська обл. | 2,17 м  | Кестутіс Шапка Вільнюс          | 2,17 м  | Валентин Гаврилов Москва       | 2,14 м  |
| Стрибки з жердиною     | Юрій Ханафін Свердловськ       | 5,10 м  | Геннадій Близнецов Харків       | 5,00 м  | Юрій Ісаков Свердловськ        | 5,00 м  |
| Стрибки у довжину      | Ігор Тер-Ованесян Москва       | 7,83 м  | Валерій Підлужний Донецьк       | 7,78 м  | Михайло Барибан Краснодар      | 7,72 м  |
| Потрійний стрибок      | Віктор Санєєв Сухумі           | 16,93 м | Геннадій Савлевич Львів         | 16,33 м | Валентин Шевченко Москва       | 16,23 м |
| Штовхання ядра         | Валерій Войкін Ленінград       | 19,45 м | Рімантас Плунге Каунас          | 18,10 м | Геннадій Нефьодов Волгоград    | 17,64 м |

### Жінки
| Дисципліни             | Золото                            | Золото  | Срібло                        | Срібло  | Бронза                          | Бронза  |
| ---------------------- | --------------------------------- | ------- | ----------------------------- | ------- | ------------------------------- | ------- |
| 60 метрів              | Ольга Чернова Москва              | 7,3     | Галина Мітрохіна Москва       | 7,3     | Віра Попова Свердловськ         | 7,3     |
| 200 метрів             | Віра Попкова Львів                | 24,8    | Марина Сидорова Ленінград     | 24,9    | Надія Ільїна-Колесникова Москва | 25,0    |
| 400 метрів             | Віра Попкова Львів                | 55,0    | Любов Фіногенова Москва       | 55,5    | Галина Камардіна Воронеж        | 55,6    |
| 800 метрів             | Надія Колесникова Москва          | 2.09,9  | Нійоле Сабайте Вільнюс        | 2.10,7  | Людмила Брагіна Краснодар       | 2.11,2  |
| 1500 метрів            | Людмила Брагіна Краснодар         | 4.20,2  | Раїса Діястінова Горький      | 4.24,7  | Ольга Двірна Іваново            | 4.27,0  |
| 60 метрів з бар'єрами  | Людмила Ієвлєва Тбілісі           | 8,2     | Світлана Нестеренко Донецьк   | 8,4     | Тетяна Полубоярова Ленінград    | 8,4     |
| 100 метрів з бар'єрами | Валентина Тихомирова Орел         | 13,7    | Віра Ткаченко Караганда       | 14,0    | Наталія Лебедєва Москва         | 14,1    |
| Стрибки у висоту       | Антоніна Лазарева Московська обл. | 1,74 м  | Валентина Чулкова Ташкент     | 1,74 м  | Аделаіда Гертіг Ленінград       | 1,74 м  |
| Стрибки у довжину      | Алла Смирнова Мінськ              | 6,38 м  | Таїсія Орлова Московська обл. | 6,23 м  | Хелена Ринга Рига               | 6,17 м  |
| Штовхання ядра         | Надія Чижова Ленінград            | 18,62 м | Антоніна Іванова Москва       | 17,94 м | Галина Некрасова Москва         | 16,90 м |

## Медальний залік
| Місце | Команда        | Золото | Срібло | Бронза | Загалом |
| ----- | -------------- | ------ | ------ | ------ | ------- |
| 1     | РРФСР          | 7      | 4      | 11     | 22      |
| 2     | УРСР           | 4      | 5      | 0      | 9       |
| 3     | Москва         | 4      | 4      | 7      | 15      |
| 4     | Ленінград      | 3      | 3      | 3      | 9       |
| 5     | Білоруська РСР | 2      | 1      | 0      | 3       |
| 6     | Грузинська РСР | 2      | 0      | 0      | 2       |
| 7     | Литовська РСР  | 0      | 3      | 0      | 3       |
| 8     | Узбецька РСР   | 0      | 1      | 0      | 1       |
| 8     | Казахська РСР  | 0      | 1      | 0      | 1       |
| 10    | Латвійська РСР | 0      | 0      | 1      | 1       |

## Командний залік

### Республіки/Москва/Ленінград
| Місце | Команда        | Очки |
| ----- | -------------- | ---- |
| 1     | РРФСР          | 355  |
| 2     | Москва         | 339  |
| 3     | Ленінград      | 251  |
| 4     | УРСР           | 219  |
| 5     | Білоруська РСР | 68   |
| 6     | Казахська РСР  | 57   |
| 7     | Узбецька РСР   | 52   |

### Міста/області
| Місце | Команда         | Очки |
| ----- | --------------- | ---- |
| 1     | Москва          | 339  |
| 2     | Ленінград       | 251  |
| 3     | Московська обл. | 132  |
| 4     | Мінськ          | 62   |
| 5     | Харків          | 62   |
| 6     | Ташкент         | 52   |
| 7     | Горький         | 51   |
| 8     | Львів           | 44   |